# ستوله سولباكن
ستوله سولباكن ((بالنرويجية: Ståle Solbakken)‏؛ مواليد 27 فبراير 1968) هو لاعب كرة قدم نرويجي دولي سابق والمدرب الحالي لنادي كوبنهاغن الدنماركي. سبق له أن لعب في كأس العالم لكرة القدم 1998 مع منتخب بلاده.

## روابط خارجية
- ستوله سولباكن على موقع IMDb (الإنجليزية)

- ستوله سولباكن على موقع الاتحاد الدولي (مؤرشف)  (الإنجليزية)
- ستوله سولباكن على موقع الاتحاد الأوربي (الإنجليزية)
- ستوله سولباكن على موقع اتحاد النرويج (النرويجية)
- ستوله سولباكن على موقع قاعدة بيانات كرة القدم.إي يو (الإنجليزية)
- ستوله سولباكن على موقع ناشيونال فوتبول تيمز (الإنجليزية)
- ستوله سولباكن على موقع عالم كرة القدم.نت (الإنجليزية)
- FC København profile